# Краус, Эрвин
Эрвин Краус (нем. Erwin Kraus, 26 мая 1894, Карлсруэ, Баден — 11 августа 1966, Мюнхен) — партийный деятель НСДАП, корфюрер НСКК (1942—1945).

## Биография
После обучения в гимназии изучал машиностроение в техническом институте Карлсруэ. Участвовал в Первой мировой войне с 1914 по 1918 годы в составе 235-го резервного полка, также проходил службу в ВВС. После войны состоял в частях Добровольческого корпуса Восточной пограничной стражи (нем. Grenzschutz Ost) на Балтике с 1919 до 1920 года. Принимал участие в уличных боях с коммунистами. Затем занимал руководящие должности в промышленности и на транспорте, был внештатным экспертом в фирмах по автотранспортным средствам в Мюнхене и Штутгарте.
В 1929 году вступает в НСДАП (билет № 247 608). Когда в 1930 был сформирован Национал-социалистический автомобильный корпус, Краус возглавил его организацию на «Юго-Западе» (со штаб-квартирой в Штутгарте). После переформирования автомобильного корпуса в НСКК, занял в нём одно из ключевых положений. С мая 1933 был назначен руководителем Управления техники и главным инспектором «Юга» НСКК. С 1935 года инспектор технической подготовки и оснащения НСКК. В 1936 году был избран депутатом Рейхстага от Вюртемберга. Некоторое время руководил всей повседневной деятельностью НСКК.
После смерти Адольфа Хюнлайна занял должность корфюрера НСКК 21 июня 1942, а также шефа имперских автошкол и уполномоченного по автотранспорту (в управлении четырёхлетнего плана). Хотя и НСКК имела статус самостоятельной организации в системе НСДАП, Краус в отличие от своего предшественника официально не получил ранг рейхсляйтера. 25 сентября 1944 года указом Гитлера был назначен инспектором по обучению мотоавтоделу фольксштурма. Оставался во главе корпуса до его роспуска в мае 1945 года.